# هنري كليرمونت
هنري كليرمونت (بالفرنسية: Henri Clermont)‏ هو منافس ألعاب قوى فرنسي، ولد في 15 ديسمبر 1901، وتوفي في 25 سبتمبر 1969.

## وصلات خارجية
- هنري كليرمونت على موقع أوليمبيديا (الإنجليزية)